# گمینا کولشه کوشچیلنه
گمینا کولشه کوشچیلنه (به لهستانی:  Gmina Kulesze Kościelne) یک گمینا در لهستان است که در شهرستان وسوکیه مازوویتسکیه واقع شده‌است. گمینا کولشه کوشچیلنه ۱۱۵٫۴۵ کیلومتر مربع مساحت و ۳٬۲۱۹ نفر جمعیت دارد.